# Tupac Shakur

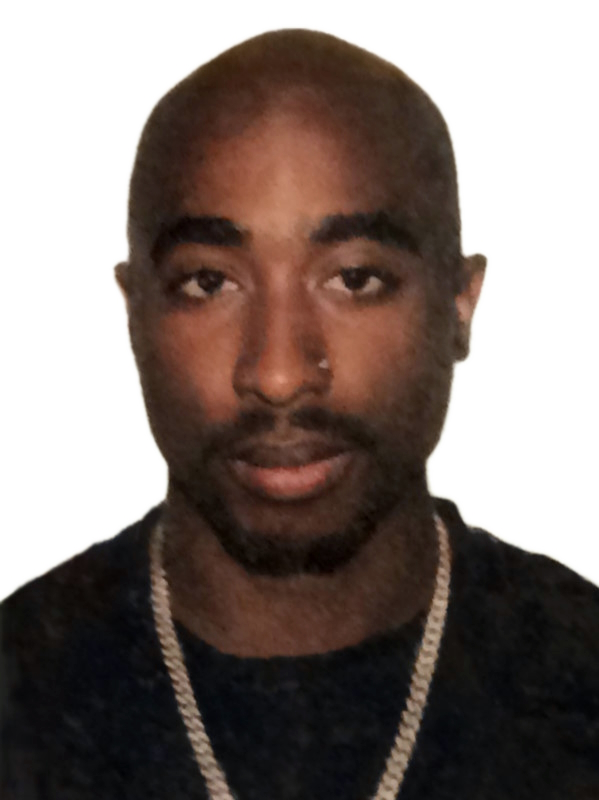
Tupac Shakur (Passfoto 1995)

Logo Pseudonym 2Pac

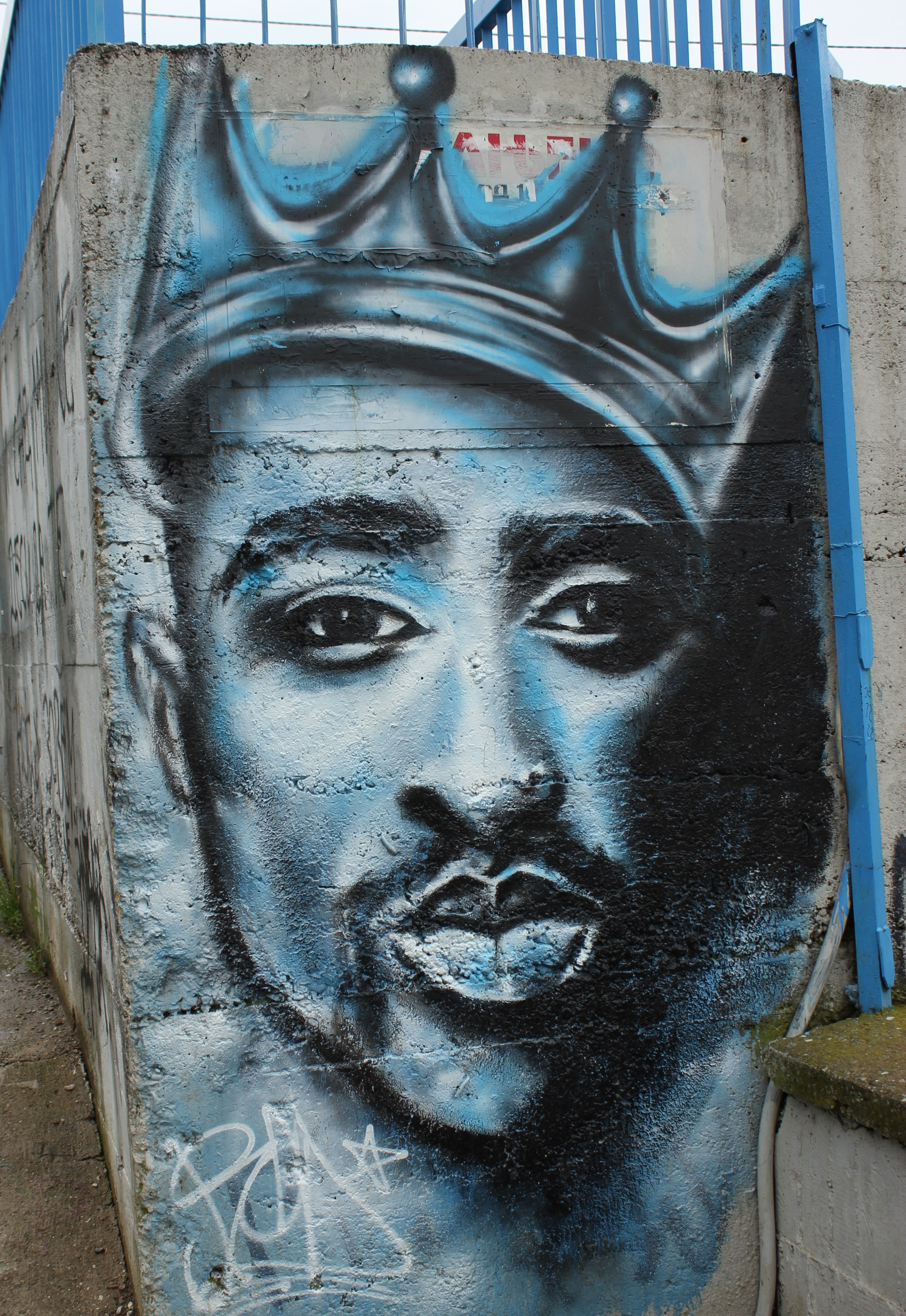
Graffito mit dem Bildnis Shakurs in Serbien

Tupac Amaru Shakur (* 16. Juni 1971 als Lesane Parish Crooks in Manhattan, New York City; † 13. September 1996 in Las Vegas, Nevada), auch bekannt unter seinen Pseudonymen 2Pac und Makaveli, war ein US-amerikanischer Rapper. Auch nach seinem Tod waren Archivaufnahmen Verkaufserfolge. Bis zum Jahr 2010 wurden weltweit etwa 75 Millionen Tonträger Shakurs verkauft.

## Leben

### Familie
Tupac Shakur kam am 16. Juni 1971 als Lesane Parish Crooks in East Harlem im New Yorker Stadtbezirk Manhattan zur Welt und wurde ein Jahr nach seiner Geburt offiziell in Tupac Amaru Shakur umbenannt.
Er wuchs mit seiner Halbschwester Sekyiwa bei seiner Mutter Afeni Shakur (* 1947; † 2016) auf, einer Bürgerrechtlerin und Aktivistin der afroamerikanischen Black-Panther-Bewegung. Die Familie lebte in ärmlichen Verhältnissen. Seinen leiblichen Vater William „Billy“ Garland, ein ehemaliges Black-Panther-Mitglied, lernte er erst als erwachsener Mann kennen. Sein Stiefvater Mutulu – Bruder der Bürgerrechtlerin Assata Shakur, Vater von Tupacs Halbschwester und seinem Stiefbruder Mopreme Shakur – wurde nach einem Banküberfall zu 60 Jahren Haft verurteilt. Seine Vornamen Tupac Amaru verdankt Shakur der Zugehörigkeit seiner Eltern zur Black-Panther-Bewegung. Sie sind eine Anspielung auf Túpac Amaru II., einen südamerikanischen Freiheitskämpfer gegen die spanischen Eroberer. Den Großteil seiner Jugend verbrachte Shakur mit seiner Mutter und seiner Halbschwester in ständig wechselnden Unterkünften in New York.

### Jugend
Im Jahr 1986 zog Afeni mit ihren Kindern nach Baltimore im US-Bundesstaat Maryland in eine zum Großteil weiße, bürgerlich geprägte Nachbarschaft. Dort besuchte Shakur die Baltimore School for the Arts. Er belegte Kurse in Literatur und Ballett, las viel und spielte Theater. Gleichzeitig fing er an zu rappen. Obwohl er seiner sozialen Herkunft wegen ein Außenseiter war, bezeichnete er später bei vielen Gelegenheiten die Jahre in Baltimore als die glücklichsten seines Lebens; er sah sich gegenüber den anderen Jugendlichen in seiner Nachbarschaft als vom Schicksal privilegiert und erkannte die Bedeutung von Bildung. 1988 zog seine Mutter auf der Suche nach Arbeit jedoch an die Westküste und ließ sich im kalifornischen Marin City in der Nähe von San Francisco nieder. Damit wurde der nach einer Vaterfigur suchende Shakur ein weiteres Mal entwurzelt. Tupac selbst sah den Umzug und seinen damit verbundenen Schulabbruch rückblickend als den entscheidenden Punkt, „an dem ich auf die schiefe Bahn geriet“ (where I got off track).

### Erster Kontakt mit Rap und der Kriminalität
In den Ghettos von Oakland schaute er zu den erfolgreichen Zuhältern und Drogenhändlern seines Viertels auf und versuchte sich schließlich selbst im Drogenhandel. Gleichzeitig aber kam er mit Leuten aus dem Musikgeschäft zusammen, die ihm zu einem losen Engagement als Roadie, Tänzer und schließlich auch Rapper bei der Rapgruppe Digital Underground verhalfen. Mit einem Auftritt in dem Digital-Underground-Titel Same Song machte er auf sich aufmerksam und erhielt seinen ersten Soloplattenvertrag bei Interscope Records. 1991 veröffentlichte Tupac Shakur sein erstes und zugleich politischstes Album 2Pacalypse Now. Zwei Jahre später folgte Strictly 4 My N.I.G.G.A.Z. Neben der Musik trat Shakur in einer Reihe von Filmen auf, etwa in Poetic Justice an der Seite von Janet Jackson.

### Letzte Jahre
Zu dieser Zeit geriet er in eine Reihe gewalttätiger Auseinandersetzungen, die ihm zahlreiche Gerichtsverfahren einbrachten. Auf der anderen Seite war Shakur sozial engagiert – er richtete z. B. ein Sorgentelefon für hilfsbedürftige Kinder und Jugendliche ein. 1994 wurde er angeschossen, als er sich mit Christopher Wallace, besser bekannt als „The Notorious B.I.G.“, und Sean Combs alias „Puff Daddy“ in den Time Square’s Quad Recording Studios in New York traf, um einen neuen Titel einzuspielen. Er wurde von fünf Schüssen getroffen, einer davon traf ihn am Kopf. Er überlebte den Angriff und beschuldigte Combs und Wallace des Attentats, was den Beginn der so genannten East-Coast-vs.-West-Coast-Fehde markiert. Im Jahr 1995 wurde Shakur wegen sexueller Belästigung verurteilt. Während er im Gefängnis saß, erreichte sein Album Me Against the World Platz 1 der Billboard-Charts. Von den ursprünglich vorgesehenen viereinhalb Jahren Haft verbüßte er jedoch nur elfeinhalb Monate, da er vom Chef des Labels Death Row Records, Suge Knight, für 1,4 Mio. US-Dollar Kaution ausgelöst wurde. Im Gefängnis schrieb Shakur, der sich in Anspielung auf den berühmten florentinischen Staatstheoretiker des 15. Jahrhunderts, Niccolò Machiavelli, Makaveli nannte, das Drehbuch Live 2 Tell, das vom Ausstieg eines Drogenkönigs erzählt.

### Tod
Am 7. September 1996 sah sich Shakur gemeinsam mit Suge Knight und mehreren Freunden den Boxkampf seines Freundes Mike Tyson gegen Bruce Seldon im MGM Grand Hotel in Las Vegas an. Als Knight und Shakur das MGM verlassen wollten, kam es in der Lobby zu einer lautstarken Auseinandersetzung mit Orlando Anderson, einem Gangmitglied der Southside Crips. Dieser hatte mit seinen Freunden ein Mitglied der Death-Row-Entourage in einer Foot-Locker-Filiale ausgeraubt. Als Knight Shakur darauf hinwies, griff dieser Anderson an und streckte ihn mit einem Faustschlag zu Boden. Anschließend schlugen auch seine Leibwächter auf Anderson ein. Nachdem die Auseinandersetzung von den Sicherheitskräften des Hotels beendet worden war, konnten Shakur und Knight die Szenerie unbehelligt verlassen und stiegen in ihre Limousine.
Kurz darauf fielen an einer roten Ampel Ecke East Flamingo Road/Koval Lane Schüsse auf den schwarzen BMW 750iL, in dem sich der Rapper befand. Vier Projektile durchschlugen die Reifen, fünf die Beifahrertür und drei Projektile die Fensterscheiben. Shakur wurde von mehreren Kugeln in Brust, Becken und den rechten Arm getroffen, unter anderem durchschlug ein Projektil seinen rechten Lungenflügel. Der am Steuer des Wagens sitzende Knight erlitt einen Streifschuss am Kopf, konnte den Wagen trotz seiner Verletzung aber noch steuern und versuchte, mit dem schwer verletzten Shakur und seinen Bodyguards durch den dichten Verkehr von Las Vegas zu entkommen, bis er von Polizisten gestoppt wurde. Die beiden Verletzten wurden ins nahe gelegene University Medical Center of Southern Nevada eingeliefert. Shakur musste ein Lungenflügel entfernt werden; anschließend wurde er in ein künstliches Koma versetzt, aus dem er nicht mehr erwachte. Am 13. September erlag Shakur im Krankenhaus im Alter von 25 Jahren seinen Schussverletzungen.
Die Tat ist bis heute ungeklärt. Orlando Anderson, der als Hauptverdächtiger galt, wurde am 29. Mai 1998 in Los Angeles erschossen. Als weiterer Tatverdächtiger oder zumindest Strippenzieher galt Christopher Wallace (The Notorious B.I.G.). Die Auseinandersetzung zwischen 2Pac und Notorious B.I.G. war einer der bestdokumentierten Beefs der Hip-Hop-Geschichte, was auf ein Motiv hindeuten könnte. Wallace wurde am 9. März 1997 ebenfalls im Auto sitzend aus einem anderen Auto heraus erschossen. Auch dieser Mord ist bis heute ungeklärt.
Das FBI verfasste am 17. Oktober 1996 einen Bericht über kriminellen Aktivitäten von mit der Jewish Defense League assoziierten Kriminellen. Die Kriminellen hätten ihre Opfer und deren Familien mit dem Tod bedroht und boten den Opfern dann einen Sicheren Hafen in Privatwohnungen und Bewachung durch bewaffnete Bodyguards gegen Schutzgeld an. Opfer dieser Schutzgelderpressung waren laut FBI neben Tupac Shakur, Eazy E und weitere nicht namentlich genannte US-amerikanischen Rap-Musiker.
Wie bei Elvis Presley, Jim Morrison und anderen Prominenten, die eines mysteriösen Todes starben, halten sich Gerüchte, dass Shakur seinen Tod nur vorgetäuscht habe, was mit Bildern von ähnlich aussehenden Personen oder älteren Fotos untermauert wird. Auch behauptete ein Polizist, er habe von Shakur 1,5 Millionen Dollar bezahlt bekommen, um dessen Tod vorzutäuschen. So solle er sich einer Theorie zufolge bei seiner Patentante Assata auf Kuba aufhalten, einer der wegen Terrorismusverdachts meistgesuchten Frauen der USA, die in Kuba politisches Asyl erhalten hatte. Angeheizt wurden diese Gerüchte auch durch die angebliche Behauptung von Suge Knight, „Nobody has seen Tupac dead“ („Niemand hat Tupac tot gesehen“), was Knight 2012 in einem Radiointerview gesagt haben soll.
Das Auto, in dem Shakur saß, als auf ihn geschossen wurde, wurde im Frühjahr 2017 von seinem Besitzer Nick Alexander beim Auktionshaus Moments In Time für 1,5 Millionen US-Dollar erfolglos zum Verkauf angeboten. Zuvor war der BMW restauriert worden und nur noch wenige Spuren erinnern an die Tat. Das Fahrzeug hatte vorher mehrfach den Eigentümer gewechselt. Dennoch fand sich bis 2018 kein Käufer. Noch im Frühjahr 2024 bot der Autohändler Celebrity Cars das Fahrzeug zum Verkaufspreis von 1,75 Millionen US-Dollar auf seiner Plattform an.

## Musikstil
Die Texte von Shakurs Titeln, etwa auch gemeinsam mit den Musikern Snoop Dogg, Dr. Dre und der Gruppe Outlawz veröffentlicht, drehen sich um Ghetto-Erfahrungen (z. B. in My Block) und Rassismus. Dabei bedient er sich einer expliziten, teils gewaltverherrlichenden Sprache. Jugendliche Polizistenmörder gaben an, von seinem Lied Souljah’s Story zu ihrer Gewalttat inspiriert worden zu sein. Politisch konkreter wird 2Pac etwa in dem Lied Panther Power, das den American Dream verwirft und sich antikapitalistischer Rhetorik im Stil der Black-Panther-Linken bedient. Der teilweise gewaltverherrlichenden Sprache stehen Stücke mit gefühlvollen Texten gegenüber, etwa Keep Ya Head Up oder Dear Mama. Ersteres Lied richtet sich gegen Frauendiskriminierung allgemein, das zweite ist eine ausgiebige Danksagung und Shakurs Mutter gewidmet.

## Postume Veröffentlichungen
Auch nach Shakurs Tod erscheinen weiterhin Werke und Artikel, die bisher unveröffentlichtes Material enthalten. Ein Beispiel ist Ghetto Gospel, das 2005 veröffentlicht wurde. Das Lied, dessen Refrain Samples des Songs Indian Sunset von Elton John enthält, schaffte es in Großbritannien und Australien an die Spitze der Singlecharts.

## Ehrungen

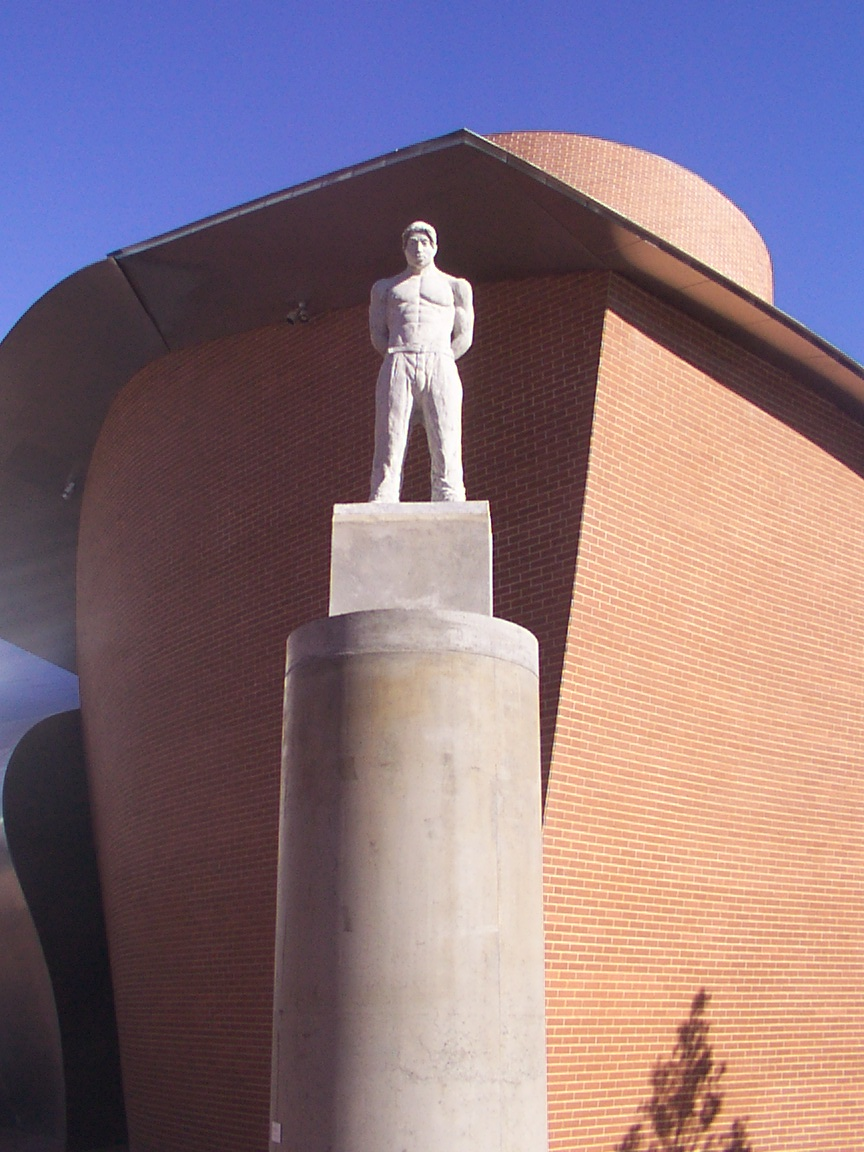
Paolo Chiasera: „Tupacproject“ vor dem Museum Marta in Herford, Deutschland

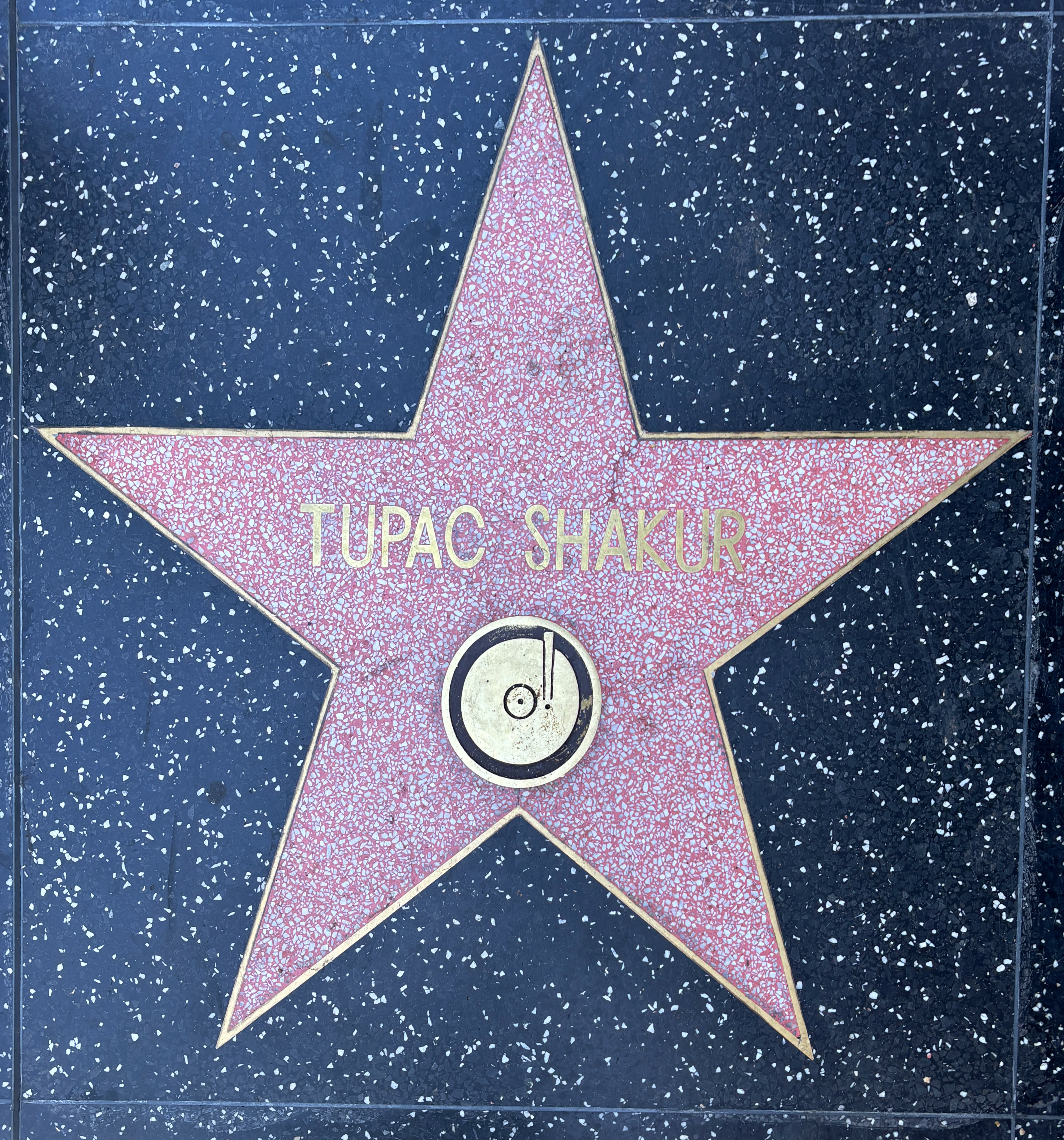
Tupacs Stern auf dem Hollywood Walk of Fame

Seit 2005 steht im Eingangsbereich des Museums MARTa Herford auf einer Säule eine von Paolo Chiasera geschaffene Tupac-Statue mit den Namen „Tupacproject“. Der Rolling Stone listete Shakur 2010 auf Rang 86 der 100 größten Musiker aller Zeiten. Im Dezember 2016 wurde Shakur in die Rock and Roll Hall of Fame aufgenommen. Die offizielle Veranstaltung hierzu fand am 7. April 2017 statt. Am 8. Juni 2023 wurde am Hollywood Walk of Fame von seiner jüngeren Schwester Sekyiwa Shakur ein Stern in Form eines Plattenspielers für Shakur enthüllt. Eine Hommage an Tupac Shakur findet sich auch in dem Musikvideo zu ’03 Bonnie & Clyde, dort ist ein Graffito mit dem Schriftzug Tupac rifa siempre zu sehen.

## Rezeption
Tupac Shakur verkaufte bis 2010 weltweit etwa 75 Millionen Tonträger.
2003 wurde der Oscar-nominierte Dokumentarfilm Tupac: Resurrection veröffentlicht.
Im April 2012 ließ Snoop Dogg beim kalifornischen Musik-Festival Coachella mit Hilfe eines aufwendigen computergestützten Verfahrens Shakur in einer lebensgroßen Projektion wiederauferstehen und präsentierte eine virtuelle Performance im Duett mit dem verstorbenen Künstler.
Die Verschwörungstheorie um Shakurs Tod ist Thema der ersten Folge der Hörspielserie Offenbarung 23.
Das 140 Minuten lange Biopic All Eyez on Me kam 2017 in die Kinos.

## Diskografie
Studioalben

| Jahr                               | Titel Musiklabel                                                            | Höchstplatzierung, Gesamtwochen, AuszeichnungChartplatzierungen (Jahr, Titel, Musiklabel, Platzierungen, Wochen, Auszeichnungen, Anmerkungen) | Höchstplatzierung, Gesamtwochen, AuszeichnungChartplatzierungen (Jahr, Titel, Musiklabel, Platzierungen, Wochen, Auszeichnungen, Anmerkungen) | Höchstplatzierung, Gesamtwochen, AuszeichnungChartplatzierungen (Jahr, Titel, Musiklabel, Platzierungen, Wochen, Auszeichnungen, Anmerkungen) | Höchstplatzierung, Gesamtwochen, AuszeichnungChartplatzierungen (Jahr, Titel, Musiklabel, Platzierungen, Wochen, Auszeichnungen, Anmerkungen) | Höchstplatzierung, Gesamtwochen, AuszeichnungChartplatzierungen (Jahr, Titel, Musiklabel, Platzierungen, Wochen, Auszeichnungen, Anmerkungen) | Anmerkungen                                                   |
| Jahr                               | Titel Musiklabel                                                            | DE | AT | CH | UK | US | Anmerkungen                                                   |
| ---------------------------------- | --------------------------------------------------------------------------- | --- | --- | --- | --- | --- | ------------------------------------------------------------- |
| 1991                               | 2Pacalypse Now Interscope Records (EastWest)                                | — | — | — | — | US64 Gold · (23 Wo.)US | Erstveröffentlichung: 12. November 1991 Verkäufe: + 900.000   |
| 1993                               | Strictly 4 My N.I.G.G.A.Z. Interscope Records (Atlantic)                    | — | — | — | UK— SilberUK | US24 Platin · (60 Wo.)US | Erstveröffentlichung: 16. Februar 1993 Verkäufe: + 1.667.500  |
| 1995                               | Me Against the World Interscope Records (Atlantic)                          | DE23 (14 Wo.)DE | — | — | UK90 Gold · (1 Wo.)UK | US1 ×2Doppelplatin · (65 Wo.)US | Erstveröffentlichung: 14. März 1995 Verkäufe: + 3.607.500     |
| 1996                               | All Eyez on Me Interscope Records (Polygram)                                | DE16 (25 Wo.)DE | — | CH15 (13 Wo.)CH | UK32 Platin · (15 Wo.)UK | US1 Diamant · (122 Wo.)US | Erstveröffentlichung: 13. Februar 1996 Verkäufe: + 6.375.000  |
| 1996                               | The Don Killuminati: The 7 Day Theory Interscope Records (Uni Distribution) | DE76 (4 Wo.)DE | — | — | UK53 Gold · (2 Wo.)UK | US1 ×4Vierfachplatin · (63 Wo.)US | Erstveröffentlichung: 5. November 1996 Verkäufe: + 4.150.000  |
| Postum veröffentlichte Studioalben |                                                                             | | | | | |                                                               |
|                                    |                                                                             | | | | | |                                                               |
| 1997                               | R U Still Down? (Remember Me) Interscope Records (UMG)                      | DE25 (9 Wo.)DE | AT23 (4 Wo.)AT | — | UK44 Gold · (5 Wo.)UK | US2 ×4Vierfachplatin · (26 Wo.)US | Erstveröffentlichung: 25. November 1997 Verkäufe: + 2.257.500 |
| 2001                               | Until the End of Time Interscope Records (UMG)                              | DE23 (22 Wo.)DE | AT63 (4 Wo.)AT | CH34 (11 Wo.)CH | UK31 Gold · (18 Wo.)UK | US1 ×4Vierfachplatin · (25 Wo.)US | Erstveröffentlichung: 27. März 2001 Verkäufe: + 2.507.500     |
| 2002                               | Better Dayz Interscope Records (UMG)                                        | DE45 (9 Wo.)DE | — | CH60 (10 Wo.)CH | UK68 Gold · (8 Wo.)UK | US5 ×3Dreifachplatin · (25 Wo.)US | Erstveröffentlichung: 26. November 2002 Verkäufe: + 2.100.000 |
| 2004                               | Loyal to the Game Interscope Records (UMG)                                  | DE50 (12 Wo.)DE | — | CH21 (8 Wo.)CH | UK20 Gold · (20 Wo.)UK | US1 Platin · (23 Wo.)US | Erstveröffentlichung: 10. Dezember 2004 Verkäufe: + 1.307.500 |
| 2006                               | Pac’s Life Interscope Records (UMG)                                         | — | — | CH62 (2 Wo.)CH | UK90 (1 Wo.)UK | US9 (15 Wo.)US | Erstveröffentlichung: 21. November 2006 Verkäufe: + 500.000   |

## Filmografie
- 1991: Valkenvania (Nothing but Trouble)
- 1992: Juice – City-War (Juice)
- 1993: College Fieber (Fernsehserie, 1 Folge)
- 1993: Poetic Justice
- 1994: Above The Rim
- 1996: Bullet – Auge um Auge (Bullet)
- 1997: Gridlock’d – Voll drauf! (Gridlock’d)
- 1997: Gangland – Cops unter Beschuß (Gang Related)

## Verfilmungen
Tupac Shakur wurde bereits in mehreren Filmen und Serien von verschiedenen Schauspielern verkörpert.
- 2001: Too Legit: The MC Hammer Story (Fernsehfilm) – Lamont Bentley
- 2009: Notorious B.I.G. – Anthony Mackie (Deutsche Stimme: Matti Klemm)
- 2014: South Park (Animationsserie, 1 Folge) – Trey Parker (Deutsche Stimme: Robert Glatzeder)
- 2015: Straight Outta Compton – Marcc Rose
- 2017: All Eyez on Me – Demetrius Shipp Jr. (Deutsche Stimme: Nico Sablik)
- 2018: Unsolved (Miniserie, 10 Folgen) – Marcc Rose (Deutsche Stimme: Nico Sablik)

Filme mit Tupac Shakur als Thema:
- 2018: City of Lies